# Waleczni przeciw rzymskim legionom
Waleczni przeciw rzymskim legionom (rum. Dacii) – rumuńsko-francuski film historyczny z 1967 roku. Akcja toczy się w czasach starożytnych. Tematem filmu jest wojna toczona przez Imperium Rzymskie przeciwko Dacji (na terenie dzisiejszej Rumunii).

## Obsada
- Pierre Brice - Severus
- Marie-José Nat - Meda
- Georges Marchal - Cornelius Fuscus
- Amza Pellea - Decebal
- Mircea Albulescu - Oluper
- Sergiu Nicolaescu - Marcus
- György Kovács - Domicjan
- Geo Barton - Zoltes/Atius
- Alexandru Herescu - Cotyso
- Emil Botta - Grand Priest
- Nicolae Secăreanu
- Mircea Sintimbreanu